# Agnieszka Zalewska (dziennikarka)
Agnieszka Zalewska – polska dziennikarka telewizyjna.

## Życiorys
Agnieszka Zalewska ukończyła I Liceum Ogólnokształcące w Ostrołęce oraz studia na Wydziału Dziennikarstwa i Nauk Politycznych Uniwersytetu Warszawskiego.
Po ukończeniu studiów wyjechała do Danii, gdzie nakręciła kilka reportaży oraz dokument za kołem podbiegunowym. Pracowała w telewizji publicznej oraz prywatnej w Olsztynie, gdzie przez pewien okres studiowała. W 2009 została reporterką programu „Interwencja” telewizji Polsat, w 2011 „Państwa w Państwie” (współprowadzony z Przemysławem Talkowskim), a w 2020 „Raport” (współprowadzony z Michałem Stelą). Specjalizuje się w korupcji oraz nadużywania władzy.
W 2012 otrzymała wraz z Przemysławem Talkowskim nagrodę Grand Press w kategorii Publicystyka za reportaż o instytucji świadka koronnego.